# ان جی سی ۴۹۴
ان جی سی ۴۹۴ (انگلیسی: NGC 494) گاهی با عنوان پی جی سی ۵۰۳۵ یا جی سی ۲۸۲، یک کهکشان مارپیچی است در صورت فلکی صلیب است.این کهکشان که در فاصله ۲۲۷ میلیون سال نوری از زمین قرار گرفته‌است و در ۲۲ نوامبر ۱۸۲۷ توسط منجمی به نام جان هرشل کشف شد.جان درایر، خالق کاتالوگ عمومی جدید، کهکشان را به عنوان "بسیار ضعیف، بسیار بزرگ، گسترش یافته، ۳ ستاره ضعیف به جنوب شرح داده‌است.